# 앙드레피에르 지냐크
앙드레피에르 지냐크(프랑스어: André-Pierre Gignac, 1985년 12월 5일 ~) 은 프랑스의 프로 축구 선수로, 현재 리가 MX의 티그레스 UANL 소속이다. 그는 주로 윙어에 영향을 미치는 스트라이커로 활약한다. 지냐크는 "공중볼 경합"에 있어서 "강력하고 위험한" 스트라이커로 평가받고 있다. 그는 팀동료한테서 데데 (Dédé) 로 줄여서 불리기도 한다.
집시 혈통으로, 지냐크는 고향 프로방스알프코트다쥐르의 지역 클럽 ‘ES 포수므’와 마르티게의 유소년팀에 처음 속해 있었다. 2002년에 그는 브르타뉴 지역을 연고로 하는 FC 로리앙으로 이적하였다. 그는 3년간 이 클럽의 1군에서 활약하였으나, 주전 확보에 어려움을 겪고 2년째 해에는 아마추어 클럽인 FC 포로 임대되었다. 2007년, 그는 툴루즈 FC로 논란이 이는 가운데 이적하였다. 초기에 어려움을 겪었던 그는, 2008-09 시즌에 24골을 득점하며 이 시즌의 득점왕으로 등극하였다. 2009-10 시즌에 툴루즈에서 활약한 지냐크는 2010년 8월에 프랑스 챔피언 올랭피크 드 마르세유와 5년 계약을 체결하였다. 그는 에투알 프레쥐스 생라파옐의 수비수인 자크 아바르도나도와 AS 낭시의 윙어 요한 몰로의 사촌이다.
지냐크는 2009년 4월, 리투아니아전을 앞두고, 소속팀 툴루즈에서의 우수한 성과로 프랑스 축구 국가대표팀 데뷔전을 치렀다. 그는 5달 후, 페로 제도와의 경기에서 첫 골을 기록하였다. 지냐크는 2010년 FIFA 월드컵을 처음으로 메이저 국가대항전에 참가하였다. 그는 프랑스가 참여한 조별리그 3경기에 모두 출장하였다.

## 유년기와 사생활
지냐크는 남부 프랑스 프로방스알프코트다쥐르의 마르티그시 출신이다. 그는 프랑스인 아버지와 알제리계 프랑스인 어머니 사이에서 태어났다. 그는 기혼 상태로, 앙드레-피에르 2세 (André-Pierre II) 라는 아들을 가지고 있다. 그는 프랑스 축구 잡지 소 푸트 (So Foot) 와의 인터뷰에서, 지냐크 자신은 집시 혈통이라는 것을 밝혔으며, 마누슈 (Manouche, 프랑스 집시) 가문이라는 점을 밝혔다. 그는, "나는 집시들과 자랐다. 내 아내는 마누슈이고, 그에 따라 내 아들도 마누슈이다. 나의 가족은 캐러밴에 거주하며, 시장 상인이다. 내가 옷을 받는다면, 그것을 장모에게 보내 판매할 수 있도록 한다. 때로는 그녀를 따라 시장에 가기도 한다." 라고 인터뷰하였다.

## 클럽 경력

### 초기 경력
지냐크는 지역 클럽 ES 포수므에서 축구계에 입문하였다. 그는 이 클럽 소속으로 5년을 보낸 후, 같은 연고지의 FC 마르티게로 이적하였다. 그는 거의 7년을 이 클럽에서 보낸 후, 기량의 향상을 요구하며 1군 승격이 거절되었다. 지냐크는 이후, 1000 km 이상 떨어진 브르타뉴 지역의 FC 로리앙 유소년팀에 합류하였다. 로리앙 소속으로 2년간 기량을 향상시킨 그는 2004-05 리그 2 시즌을 앞두고 크리스티앙 구르퀴프 감독에 의해 1군으로 승격되었다.

### FC 로리앙
2004년 8월 13일, 지냐크는 FC 로리앙 소속으로 LB 샤토루전에서 1-1로 비기는 상황인 78분에 교체 투입되어 프로 데뷔전을 치렀다. 그는 출장한 지 몇 초 만에 결승골을 기록하여 2-1 승리를 도왔다. 한껏 고무된 지냐크는 결승골을 넣은 뒤 "호나우두가 빙의된 듯하였다."라고 인터뷰에서 말하였다. 이어지는 경기에서, 지냐크는 간간히 교체로 출장하는 데 그쳤다. 그는 스타드 드 랭스와의 10월 29일 경기에서, 시즌의 2번째 골이자 마지막 골을 득점하였고, 로리앙은 4-1 대승을 거두었다. 그다음 주, 그는 르망 FC와의 경기에서 처음으로 선발로 나와 70분 출전하였으나, 소속팀은 1-2로 패하였다.
그 다음 시즌, 로리앙은 리그 1에 승격하였으나, 지냐크는 샹피오나 나시오날 (Championnat National) 에 속한 포 FC로 이적하였다. 포 FC에서, 지냐크는 처음으로 주전자리를 확보하였다. 그는 리그 20경기에 출장하여 8골을 득점하였다. 가장 인상적인 활약을 펼친 경기는 2득점을 올려 승리한 스포르팅 툴롱 바르와의 경기와 해트트릭을 기록한 SO 샤틀르로와의 경기였다. 샤틀르로와의 경기 1주 전, 지냐크는 RO 로모랑탱과의 경기에서 동점골을 기록하여, 1-1 무승부를 만들어냈다.
지냐크는 자신감을 갖추고 2006-07 리그 1 시즌을 앞두고 FC 로리앙으로 복귀하였고, 주전 자리를 꿰찼다. 그는 시즌을 처음 세 경기동안 교체 선수로 활용되었다. FC 낭트와의 브르타뉴 라이벌전에서 구르퀴프 감독에 의해 선발출장한 지냐크는 27분 안에 해트트릭을 하여 3-1 승리를 견인하며 그 값을 하였다. 2006년 11월 4일, 올랭피크 드 마르세유전 결승골을 기록하였고, 12월에는 CS 스당 아르덴과 AJ 오세르와의 경기에서 모두 득점하였다. 지냐크는 2006-07 시즌을 37경기에 출장하여 9골을 득점하며 로리앙에서의 최고 시즌을 보냈다.

### 툴루즈와 논란
2006-07 시즌 종료 후인 2007년 6월 25일, 지냐크는 툴루즈 FC와 4년 계약을 체결하였다. 그러나, 로리앙은 릴 OSC와 €4.5M의 가격에 합의를 보았다고 발표하였고, 이 북부 클럽과의 가계약 사실이 밝혀지면서 지냐크의 툴루즈 이적은 위기에 처하게 되었다. 그에도 불구하고, 툴루즈는 릴이 제안한 연봉의 두 배를 제안하며 이적 전쟁에 승리하였다. 이 두 클럽은 툴루즈가 릴의 계약여부에 대한 질문을 던지고 릴이 반대로 툴루즈에게 윤리와 전략에 대한 의문을 하며 언쟁 상태에 들어갔다. 결국 지냐크의 툴루즈 이적은 합법화되었다.
지냐크는 리버풀 FC와의 UEFA 챔피언스리그 3차 예선 1차전에서 65분에 교체 투입되며 새 클럽의 데뷔전을 치렀다. 툴루즈는 이 경기에서 0-1로 합계 0-5로 완패하였고, 그에 따라 툴루즈는 UEFA 챔피언스리그 본선 진출에 실패하였다. 2007년 10월 4일, 요한 엘만데르와 교체투입되었고, 지냐크는 불가리아의 PFC CSKA 소피아전에서 막판골을 기록하여 클라우디네이의 초반 페널티골을 무의미하게 만들면서, UEFA 컵의 조별리그로 원정 다득점 법칙에 따라 툴루즈가 진출하도록 하였다. 큰 기대에도 불구하고, 지냐크와 툴루즈는 2007-08 시즌을 실망스럽게 보냈고, 지냐크 본인은 28경기에 출장하여 2득점을 올리는 데 그쳤다. 툴루즈는 강등권 바로 위인 17위로 시즌을 종료하였다. 일부 언론들은 스웨덴의 스트라이커인 요한 엘만데르에 밀려 지냐크가 어려움을 겪고 있다고 지적하였다. 지냐크는 이 시즌에 체중 문제로도 고생하였다.

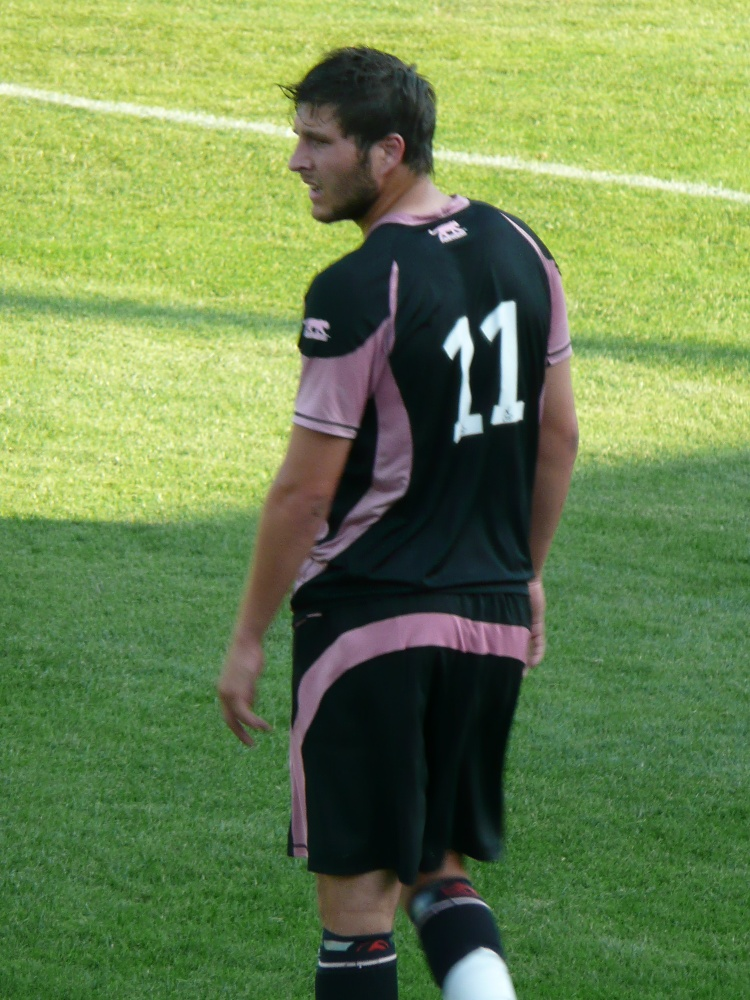
2008–09 프리시즌 경기의 지냐크

2008-09 시즌, 지냐크는 요한 엘만데르가 볼턴 원더러스 FC로 이적함에 따라 주전 스트라이커 자리를 찾았다. 그는 르아브르 AC와의 2번째 경기에서 시즌 첫골을 기록하여, 팀의 2-1 승리를 도왔다. 이 시즌 동안, 지냐크는 FC 소쇼 몽벨리아르, 그르노블 푸트 38, AS 생테티엔, 올랭피크 드 마르세유, OGC 니스를 상대로 중요한 순간마다 골을 기록하였는데, 특히 니스와의 마지막 경기에서는 2골을 기록하였다. 그는 엘만더의 최다득점 1위 자리를 19번째 경기에 추월하였다. (엘만더는 전 시즌 11골을 득점하였다.) 그의 노력으로, 그는 UNFP 이달의 선수로 2008년 9월과 2009년 3월에 선정되었고, 나중에 요앙 구르퀴프가 가져가는 리그 1 올해의 선수 후보로 올랐으며, 리그 1 올해의 팀 일원으로 선정되고, 2008-09 시즌 리그 1 득점왕이 되었다.
지냐크는 2009-10 시즌에 등번호가 10번으로 변경되었고, 2009년 8월 14일에 툴루즈와 2013년까지 유효한 1년 연장계약을 체결하였다. 이 연장계약으로 그가 이적시장에 나오며, 같은 리그 1에 속한 올랭피크 리옹, 프리미어리그의 아스널 FC와 맨체스터 유나이티드 FC, 세리에 A의 유벤투스 FC와 AC 밀란으로의 이적 루머가 사그라들었다.
2009년 8월 15일, 그는 3-1로 승리한 AS 생테티엔전에서 2009-10 시즌의 첫 골을 득점하였다. 5일 후, 그는 터키의 트라브존스포르를 상대로 한 유럽대항전 1차전에서 득점하였다. 1차전의 3-1 승리는 툴루즈가 다음 라운드로 진출하기에 충분하였고, 다음 라운드인 벨기에의 클럽 브루게 KV를 상대로 골이 폭발하였고, 경기는 2-2 무승부로 종료되었다. 7주동안 무득점의 침묵 이후인 10월 24일, 지냐크는 2-0 승리를 거둔 RC 랑스 원정경기에서 리그 2호골을 기록하였다. 2주 후, 스타드 렌 FC와의 경기에서 결승골을 기록하였다. 그로부터 2달 후, 그는 FC 소쇼 몽벨리아르전에서 툴루즈의 2골을 모두 득점하여 승리를 견인하였다. 2010년 1월 16일, 3-1 승리를 거둔 발랑시엔 FC전에서 3골을 모두 어시스트하였다. 그는 봄기간 대부분을 부상으로 빠졌으나, 2년 연속 팀내 득점 1위를 달성하였다.

### 올랭피크 드 마르세유
2010년 8월 20일, 로이크 레미 영입에 대한 기자회견이 시작하기 전, 장-클로드 다시에 회장은 툴루즈로부터 지냐크의 이적에 합의하였다고 확인하였다. 지냐크는 그다음날 메디컬 테스트를 통과하였고, 5년 계약을 체결하였다. 이적료는 비공개로 되어 있었지만, €16–18M정도로 책정되었다. 지냐크는 등번호 10번을 받았고, 2010년 8월 29일에 FC 지롱댕 드 보르도와의 경기에서 마르세유 소속으로 첫 출전을 하였다. 그는 AS 생테티엔전에서 이적 이후로는 첫 골을 득점하였고, 소속팀은 1-1 무승부를 거두었다. 11월 3일, 지냐크는 MŠK 질리나와의 UEFA 챔피언스리그 2010-11의 F조 4차전에서 해트트릭을 기록하였다.
지냐크는 전반기동안 지역 언론, 클럽 서포터, 그리고 장피에르 파팽과 같은 전 선수들 ("너무 예측이 쉽다"라고 파팽이 비난하였다.)의 비난을 받았다. 지냐크는 비난을 받아들였고, "2011년에 당신들은 진짜 지냐크를 보게 될 것이다."라고 하였다. 겨울 휴식기 이후, 지냐크는 그의 의지를 FC 지롱댕 드 보르도와의 후반기 첫 경기에서 보란듯이 득점하였고, 마르세유는 2-1 승리를 거두었다. 그로부터 3일 후, 그는 AJ 오세르와의 쿠프 드 라 리그 경기에서 쐐기골을 기록하였다. 마르세유는 이 경기의 승리로 대회 결승전에 올랐다. 2월 5일, 그는 AC 아를 아비뇽에, 2주 뒤에는 FC 소쇼 몽벨리아르전에서 동점골과 결승골 두개를 모두 기록하였다.
풀럼 FC의 마르턴 욜 감독에 의하면, 지냐크는 2011년 8월 31일에 풀럼에 영입될 준비를 마쳤다고 하였지만, 이적시장 마지막 날, 마르세유는 오후 11시에 협상을 타결하였다. 2011년 11월 26일, 지냐크는 마르세유의 리저브 스쿼드로 강등되었다. 그 다음 시즌, 지냐크는 1군 지위를 회복하였고, 마르세유의 첫 홈경기에서 득점하였고, 팀은 FC 소쇼 몽벨리아르를 상대로 2-0 승리 보관됨 2014-05-01 - 웨이백 머신를 거두었다. 이후, 그는 몽펠리에 HSC 원정 경기에서 결승골을 득점하였고, 팀은 1-0 승리 보관됨 2014-01-18 - 웨이백 머신를 거두었다. 10월 7일, 지냐크는 파리 생제르맹 FC와의 르 클라시크 경기에서 전반전에 2골을 삽입하며, 무승부와 리그 선두 복귀에 공을 세웠다.

## 국가대표팀 경력
지냐크는 리투아니아와의 2010년 FIFA 월드컵 예선전을 앞두고 처음으로 발탁되었다. 그는 첫 경기를 부상으로 빠졌지만, 2009년 4월 1일의 경기에 69분 교체 투입되어 국가대표 경기에 처음으로 출전하였고, 같은 날 프랑크 리베리의 골을 어시스트하여 1-0 승리를 도왔다. 2009년 8월 12일, 토르스하운에서의 페로 제도와의 월드컵 예선경기에서 42분에 단독으로 움직여 골네트를 갈랐다. 2009년 10월 10일, 그는 5분안에 다시만난 페로 제도를 상대로 골을 기록하였다. 이 갱강에서 열린 경기에서 프랑스는 페로 제도를 5-0으로 완파하였다. 4일 후, 그는 오스트리아와의 경기에서 후반전에 티에리 앙리와 교체투입된 후 3-1 쐐기골을 득점하였다.
2010년 5월 11일, 지냐크는 레이몽 도메네크의 2010년 FIFA 월드컵 30인 명단에 포함되었다. 그는 나중에 23인 최종 엔트리에 발탁되었고, 이 대회에서 등번호 11번을 받았다. 2010년 6월 11일, 지냐크는 우루과이와의 A조 1차전에서 처음으로 월드컵 경기에 출전하였다. 그는 시드네 고부와 85분 교체되어 출장하였고, 프랑스는 득점없이 우루과이와 비겼다. 지냐크는 나머지 멕시코와 남아프리카 공화국과의 경기에서도 출전하였고, 남아프리카 공화국과의 경기에서는 선발로 출전하였다. 그러나 프랑스는 멕시코에 0-2, 남아프리카 공화국에 1-2로 모두 패하였고, A조 최하위로 탈락하였다.

## 경력 통계

### 클럽
2021년 1월 28일 기준
| 클럽                 | 시즌      | 리그      | 리그 | 리그     | 컵   | 컵   | 컵       | 유럽대항전 북중미 챔피언스리그 | 유럽대항전 북중미 챔피언스리그 | 유럽대항전 북중미 챔피언스리그 | 합계 | 합계 | 합계     |    |
| 클럽                 | 시즌      | 출전      | 득점 | 어시스트 | 출전 | 득점 | 어시스트 | 출전                           | 득점                           | 어시스트                       | 출전 | 득점 | 어시스트 |    |
| -------------------- | --------- | --------- | ---- | -------- | ---- | ---- | -------- | ------------------------------ | ------------------------------ | ------------------------------ | ---- | ---- | -------- | -- |
| FC 로리앙            | 2004–05   | 13        | 2    | 2        | 1    | 0    | 0        | 0                              | 0                              | 0                              | 14   | 2    | 2        |    |
| FC 로리앙            | 2005–06   | 1         | 0    | 0        | 0    | 0    | 0        | 0                              | 0                              | 0                              | 1    | 0    | 0        |    |
| FC 로리앙            | 2006–07   | 37        | 9    | 5        | 1    | 0    | 0        | 0                              | 0                              | 0                              | 38   | 9    | 5        |    |
| 합계                 | 합계      | 51        | 11   | 7        | 2    | 0    | 0        | 0                              | 0                              | 0                              | 53   | 11   | 7        |    |
| 포 FC (임대)         | 2005–06   | 18        | 8    | 4        | 0    | 0    | 0        | 0                              | 0                              | 0                              | 18   | 8    | 4        |    |
| 합계                 | 합계      | 18        | 8    | 4        | 0    | 0    | 0        | 0                              | 0                              | 0                              | 18   | 8    | 4        |    |
| 툴루즈 FC            |           |           |      |          |      |      |          |                                |                                |                                |      |      |          |    |
| 2007–08              | 28        | 2         | 2    | 2        | 0    | 0    | 7        | 1                              | 0                              | 37                             | 3    | 2    |          |    |
| 2008–09              | 38        | 24        | 5    | 5        | 1    | 0    | 0        | 0                              | 0                              | 43                             | 25   | 5    |          |    |
| 2009–10              | 31        | 8         | 4    | 0        | 0    | 0    | 4        | 3                              | 0                              | 35                             | 11   | 4    |          |    |
| 2010–11              | 1         | 0         | 0    | 0        | 0    | 0    | 0        | 0                              | 0                              | 1                              | 0    | 0    |          |    |
| 합계                 | 합계      | 98        | 34   | 11       | 7    | 1    | 0        | 11                             | 3                              | 0                              | 116  | 38   | 11       |    |
| 올랭피크 드 마르세유 |           |           |      |          |      |      |          |                                |                                |                                |      |      |          |    |
| 2010–11              | 30        | 8         | 6    | 2        | 1    | 0    | 5        | 3                              | 0                              | 37                             | 12   | 6    |          |    |
| 2011–12              | 21        | 1         | 0    | 2        | 1    | 0    | 4        | 0                              | 0                              | 27                             | 2    | 0    |          |    |
| 2012–13              | 28        | 13        | 0    | 3        | 2    | 0    | 6        | 3                              | 1                              | 37                             | 18   | 1    |          |    |
| 2013–14              | 35        | 16        | 3    | 4        | 6    | 2    | 5        | 0                              | 0                              | 44                             | 22   | 5    |          |    |
| 2014–15              | 38        | 21        | 2    | 1        | 2    | 0    | 0        | 0                              | 0                              | 39                             | 23   | 2    |          |    |
| 합계                 | 합계      | 155       | 59   | 11       | 12   | 12   | 2        | 20                             | 6                              | 1                              | 187  | 77   | 14       |    |
| 티그레스 UANL        | 2015–16   | 39        | 28   | 4        | 0    | 0    | 0        | 11                             | 5                              | 1                              | 50   | 33   | 5        |    |
| 티그레스 UANL        | 2016–17   | 43        | 25   | 8        | 1    | 0    | 1        | 6                              | 1                              | 0                              | 50   | 26   | 9        |    |
| 티그레스 UANL        | 2017–18   | 40        | 16   | 9        | 3    | 3    | 0        | 2                              | 2                              | 0                              | 45   | 21   | 9        |    |
| 티그레스 UANL        | 2018–19   | 36        | 23   | 3        | 1    | 0    | 0        | 4                              | 1                              | 0                              | 41   | 24   | 3        |    |
| 티그레스 UANL        | 2019–20   | 29        | 20   | 5        | 1    | 0    | 0        | 9                              | 6                              | 2                              | 39   | 26   | 7        |    |
| 티그레스 UANL        | 2020–21   | 21        | 14   | 0        | 0    | 0    | 0        | 0                              | 0                              | 0                              | 21   | 14   | 0        |    |
| 합계                 | 합계      | 합계      | 208  | 126      | 29   | 6    | 3        | 1                              | 32                             | 15                             | 3    | 246  | 144      | 33 |
| 경력 합계            | 경력 합계 | 경력 합계 | 532  | 239      | 61   | 28   | 17       | 3                              | 64                             | 25                             | 4    | 624  | 280      | 69 |

### 국가대표팀
2010년 6월 22일 기준
| 국가대표팀 | 시즌    | 출전 | 득점 | 어시스트 |
| ---------- | ------- | ---- | ---- | -------- |
| 프랑스     | 2008–09 | 3    | 0    | 1        |
| 프랑스     | 2009–10 | 13   | 4    | 0        |
| 합계       | 합계    | 16   | 4    | 1        |

#### 국가대표팀 득점 기록
| # | 날짜             | 경기장                                | 상대       | 점수  | 최종결과 | 대회                              |
| - | ---------------- | ------------------------------------- | ---------- | ----- | -------- | --------------------------------- |
| 1 | 2009년 8월 12일  | 토르스뵐루르, 토르스하운              | 페로 제도  | 0 – 1 | 0 – 1    | 2010년 FIFA 월드컵 유럽 지역 예선 |
| 2 | 2009년 10월 10일 | 스타드 뒤 루두루, 갱강                | 페로 제도  | 1 – 0 | 5 – 0    | 2010년 FIFA 월드컵 유럽 지역 예선 |
| 3 | 2009년 10월 10일 | 스타드 뒤 루두루, 갱강                | 페로 제도  | 2 – 0 | 5 – 0    | 2010년 FIFA 월드컵 유럽 지역 예선 |
| 4 | 2009년 10월 14일 | 스타드 드 프랑스, 생드니              | 오스트리아 | 3 – 1 | 3 – 1    | 2010년 FIFA 월드컵 유럽 지역 예선 |
| 5 | 2014년 10월 14일 | 바즈겐 사르키샨 공화국 경기장, 예레반 | 아르메니아 | 0 – 2 | 0 – 3    | 친선 경기                         |
| 6 | 2015년 11월 13일 | 스타드 드 프랑스, 생드니              | 독일       | 2 – 0 | 2 – 0    | 친선 경기                         |
| 7 | 2016년 3월 29일  | 스타드 드 프랑스, 생드니              | 러시아     | 2 – 0 | 4 – 2    | 친선 경기                         |

## 참조
1. ↑  쿠프 드 프랑스, 쿠프 드 라 리그, 트로페 데 샹피옹 포함
2. ↑  UEFA 슈퍼컵 포함